# DeAngelo Williams
DeAngelo Williams (Little Rock, Arkansas, Estados Unidos, 25 de abril de 1983) es un jugador profesional de fútbol americano de la National Football League y actualmente es agente libre, en la posición de Running back con el número 34.

## Carrera deportiva
DeAngelo Williams proviene de la Universidad de Memphis y fue elegido en el Draft de la NFL de 2006, en la ronda número 1 con el puesto número 27 por el equipo Carolina Panthers.
Ha jugado en los equipos Carolina Panthers y Pittsburgh Steelers.

## Estadísticas generales
| Yardas | Touchdowns | Promedio |
| 799    | 9          | 4.5      |